# Pieter Faddegon

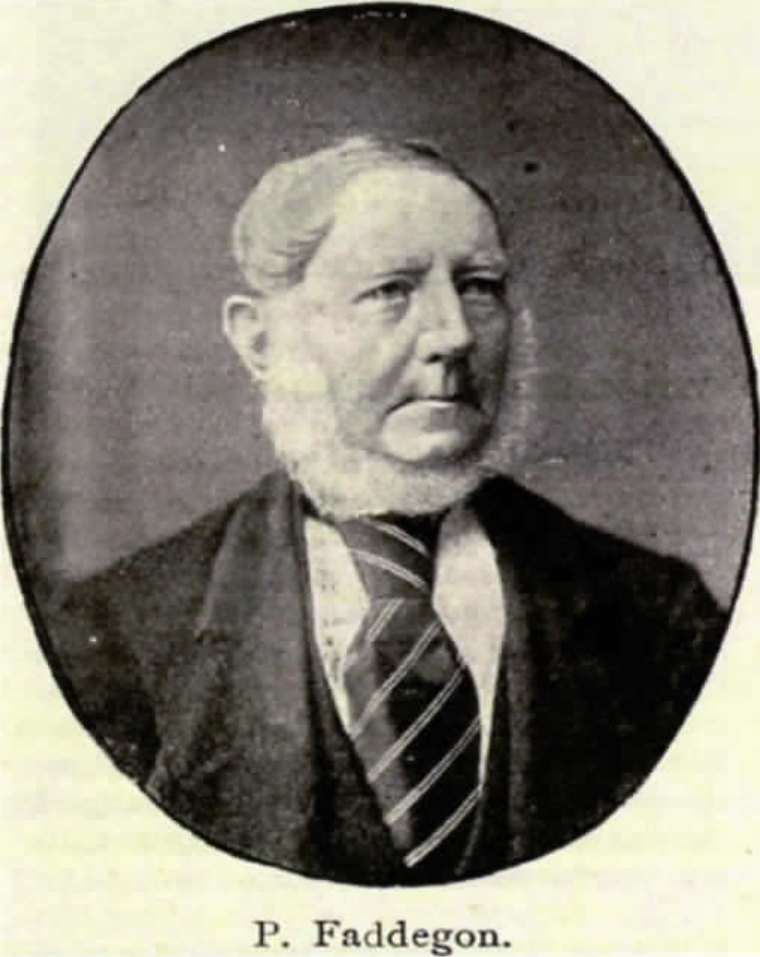
Pieter Faddegon

Pieter Faddegon (Gorinchem, 30 juli 1807, - Stellenbosch (Zuid-Afrika), 19 augustus 1889) was een kind van een horlogemaker, en ging in Den Helder ook als horlogemaker aan de slag. Hij had een grote belangstelling voor machines en had het idee om als alternatief voor het scheprad en de tonmolen (schroef van Archimedes) een soort centrifugaalpomp te maken. Ook is hij bekend van een plan voor inpoldering van de Zuiderzee. Hij is getrouwd met  Elisabeth Fortgens op 1 mei 1829 te Haarlem.

## Jeugd, huwelijk en eerste werkkringen
Faddegon is de zoon van de horlogemaker Pieter uit Gorinchem. Door de watersnood van 1809 zijn zijn ouders al hun bezittingen verloren en groeide Pieter dus op in betrekkelijke armoede. Hij moest al jong bijspringen in de horlogemakerswinkel van zijn vader. Deze had, samen met zijn oudste zoon een drietal winkels opgezet in Wijk bij Duurstede, Utrecht en Veenendaal. De jonge Faddegon moest in alle drie de winkels werken, dus moest vaak van de ene zaak naar de andere lopen. Via de klanten kwam hij in aanraking met goed ontwikkelde mensen, zakelijk ging het met de vaak van zijn vader heel slecht. In 1826 begon hij een eigen zaak in Den Helder. Hij kreeg hier kennis aan een meisje, maar door allerlei verwikkelingen kwam het niet tot een relatie; tegelijkertijd had zijn vader ook een bruid op het oog, de dochter van zeekapitein Jacobus Fortgens uit Haarlem. Na veel verwikkelingen (zie de biografie uit 1938) trouwde hij met Elisabeth Fortgens op 1 mei 1829 in Haarlem en gingen ze in Alkmaar wonen. Ze kregen 10 kinderen, waarvan er 4 jong overleden zijn.  Met zijn gezondheid ging het niet goed.

## De Waterbraker

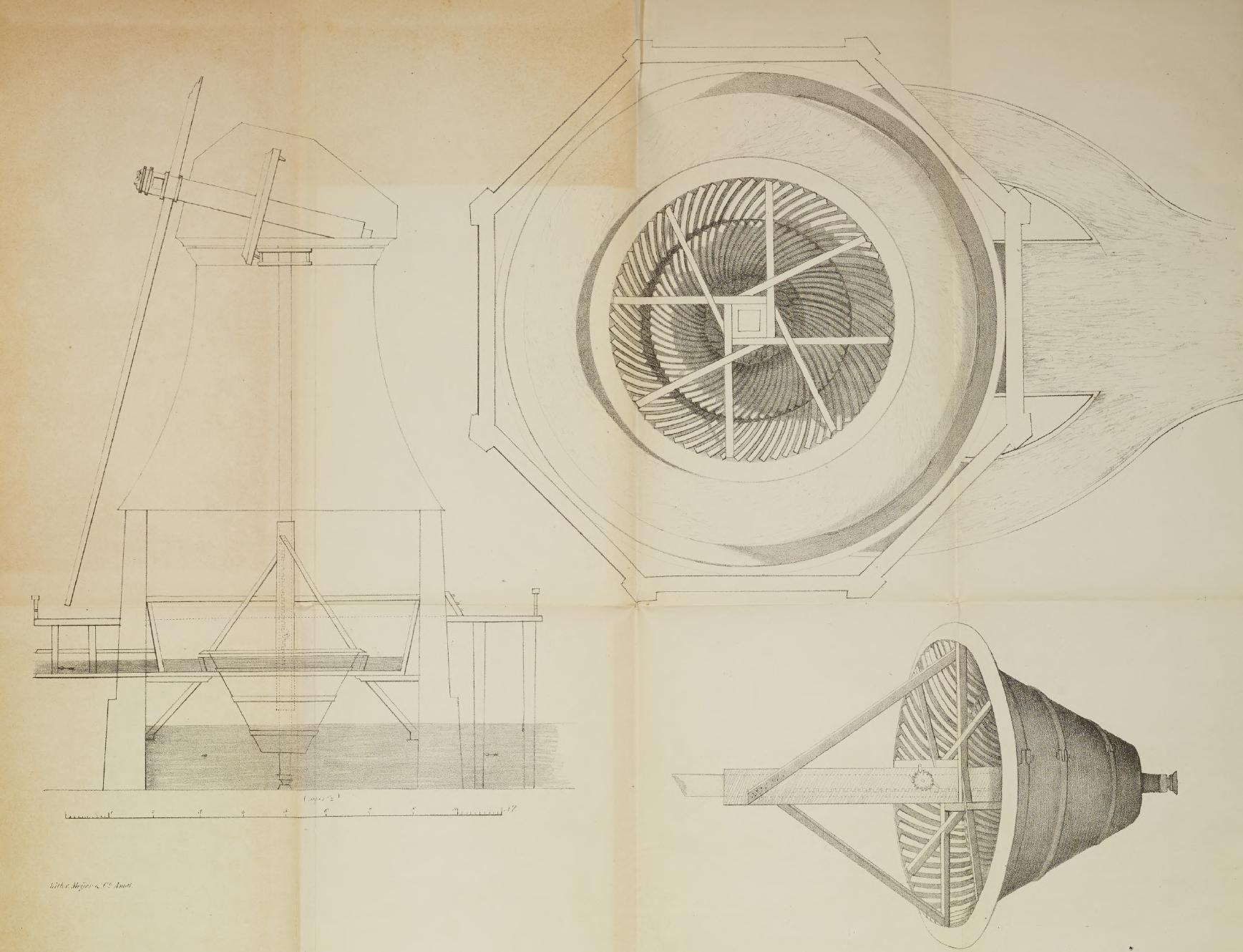
De Waterbraker (1848)

In de jaren in Den Helder probeerde hij een waterklok te maken, wat hem er toe leidde om de stroming in een draaikolk beter te bestuderen. Dit werk leidde later tot het ontwerp van de Waterbraker. Het werkte de gedachte voor de Waterbraker in de periode 1830-1840 verder uit. Het systeem bestaat uit drie in elkaar geplaatste trechters, de onderzijde van elke trechter is voorzien van spiraalvormige slagen met een lengte an 0,46 m. Deze zijn aangebracht als middel van zowel opvoering als toevoer van water. De trechters zijn zodanig in elkaar geplaatst, dat de pen die aan de onderzijde an de rechter zit, steeds op die van de grotere trechter past, en wel zoo dat derzelver onderwerken op gelijke hoogte komen. De opvoerhoogte van dit toestel is ongeveer 1,3 m.
|                | hoogte (m) | diameter boven (m) | diameter onder (m) |
| -------------- | ---------- | ------------------ | ------------------ |
| buitentrechter | 1,35       | 1,30               | 0,40               |
| middentrechter | 0,90       | 0,89               | 0,30               |
| binnentrechter | 0,85       | 0,75               | 0,17               |

Op aanraden van zijn vrouw maakte hij een model en wilde een octrooi nemen op dit systeem. Er was veel gedoe in het verkrijgen van dit octrooi, maar het werd in 1839 verleend. Na wat omzwervingen kwam hij in contact met Baron van Lynden. Hij bouwde voor hem een door een rosmolen aangedreven waterbraker op zijn landgoed te Hemmen. Hij probeerde daarna dit systeem bij veel droogmakerijen te laten toepassen, maar er was te weinig vertrouwen in het systeem.
Om gezondheidsredenen verhuisde Faddegon in 1843 van Alkmaar naar Amersfoort. Hij kreeg door zijn werk als uurwerkmaker ook hier contacten met goed opgeleide mensen, onder andere Jakob Kloppenburg, een zeepzieder en zouthandelaar. Met deze Kloppenburg werkte hij aan proeven om de middelpuntvliedende kracht te gebruiken voor het zuiveren van zeep. Samen met Kloppenburg brachten ze de waterbraker in de publiciteit. In deze tijd schreef hij ook zijn boek over opvoerwerktuigen, dat werd geredigeerd door Kloppenburg en door een neef van Kloppenburg (Londonck) werd uitgegeven in 1846. Kloppenburg ging met een model van de waterbraker naar paleis het Loo voor een demonstratie voor de Prins van Oranje. Met dit demonstratie model gingen beide heren naar Zwolle voor een demonstratie naar Gedeputeerde Staten aldaar. Hier maakten ze kennis met ir. Van Diggelen, Die zag er wel wat in, maar ook dit leidde niet tot grootschalige toepassing. Ook probeerde hij het systeem in samenwerking met de heer Smit uit Alblasserdam te bouwen, maar ook dat liep mis. Wel kreeg Faddegon een uitnodiging om scheepsbouwer bij Smit te worden, maar dat sloeg hij af.

## De Zuiderzee

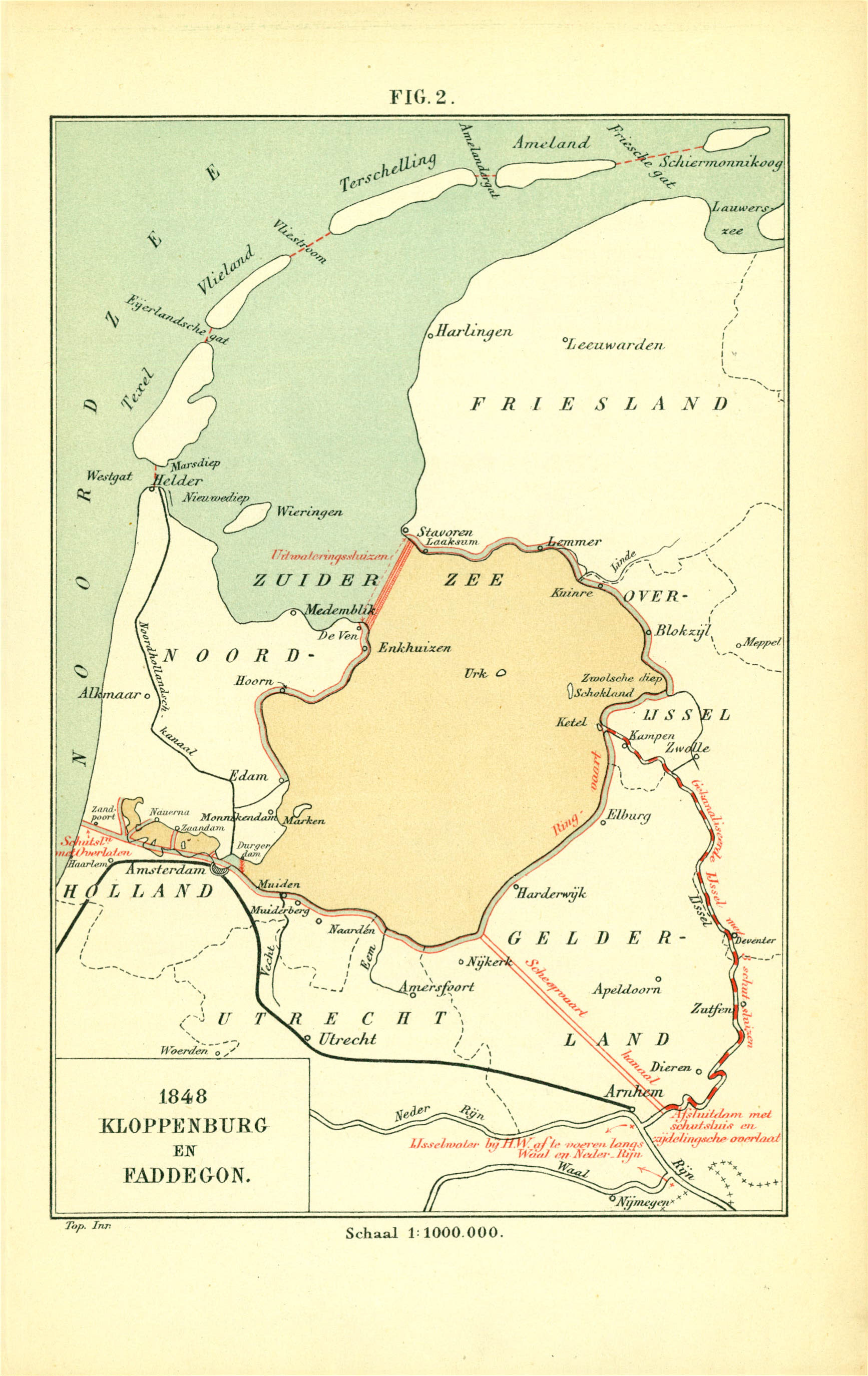
Plan Kloppenburg en Faggedon

Samen met Jakob  Kloppenburg maakte hij in 1848 een plan om de Zuiderzee in te polderen. Het werkstuk werd eerst alleen op naam van Kloppenburg uitgegeven door diens neef Londock. In dit plan was ook een kanaal van het IJ direct naar de Noordzee inbegrepen. Het plan werd niet in detail uitgewerkt en bevat een groot aantal zaken die praktische uitvoering onmogelijk maken.
In de opvolgende jaren publiceert hij nog een aantal boeken over de afsluiting van de Zuiderzee en een kanaalverbinding direct naar de Noordzee. Deze studies bevatten gedetailleerd aandoende ramingen van de kosten; gedetailleerde ontwerpen en ontwerptekeningen ontbreken. Het hier gepresenteerde kaartje van het plan van Kloppenburg en Faddegon is niet van hun hand, maar is pas in 1923 gemaakt door de Dienst Zuiderzeewerken in het kader van een overzicht van de historische plannen. In die publicatie wordt overigens ook het plan van Van Diggelen uit 1849 besproken. Op de heruitgave van dit boek in 1916 is op de kaft wel een kaartje afgedrukt.
Zowel met betrekking tot zijn gezondheid als zijn financiële toestand bleef het moeizaam gaan. Op aanraden van een aantal mensen ging hij in 1860 naar Londen in de hoop daar opdrachten te vinden. Hij werd gevraagd om met voorstellen te komen voor verbetering van de Theems. Op dat moment werd daar echter niets mee gedaan, en hij verdiende er dus niets aan. Tot zijn verbazing zag hij na terugkeer in Nederland zijn plannen terug in de krant en zouden ze in uitvoering genomen worden, zonder enige referentie naar zijn bijdrage.

## Emigratie
In 1861 kreeg hij het voor elkaar om een emigrantenvisum voor Zuid-Afrika te krijgen, en hij vertrok met zijn gezin in december 1861 met de Johannes-Christaan vanuit Nieuwe Diep naar Zuid-Afrika. Het lukte hem daar snel om een goede horlogemakerspraktijk op te zetten, en eindelijk ging het hem financieel beter. In 1879 schreef hij een boek, uitgegeven in Amsterdam, met zij ideeën over de toekomst van Nederland met betrekking tot infrastructuur en landaanwinningen. Vanuit Zuid-Afrika publiceerde hij in 1885 nog een boekje waarin hij ervoor pleitte om van het drooggelegde deel van de Zuiderzee een staatsdomein te maken en zo inkomsten voor de staat te genereren. In de publicaties die hij in Zuid-Afrika gemaakt heeft noemt hij zichzelf  waterbouw- en werktuigkundige. Het is niet bekend of hij in Zuid-Afrika ook werk op waterbouwkundig gebied gedaan heeft.
Hij overleed in augustus 1889 op 82-jarige leeftijd in Stellenbosch bij Kaapstad.

## Na zijn overlijden
Na zijn overlijden heeft de Zuiderzeevereniging door ir. Lely een uitgebreid onderzoek laten uitvoeren naar de mogelijkheden voor voor de inpoldering van de Zuiderzee. De realisatie daarvan bleef problematisch, zelfs toen Lely minister van waterstaat werd. Pas na de overstroming van 1916 en de voedseltekorten in de Eerste Wereldoorlog was de tijd rijp voor deze droogmaking.
- International Standard Name Identifier: 0000 0003 8773 0243
- Nederlandse Thesaurus van Auteursnamen: 071317422
- Virtual International Authority File: 280730488